# Rosenberg (Familienname)
Rosenberg ist ein Familienname, der nach einer Blume - der Rose - gegeben wurde bzw. aus der Wortzusammensetzung von Rose und Berg entstand, und nach dem deutschen Sprachwissenschaftler August Friedrich Pott eine „romantische Übertreibung“ ist, wie alle Zusammensetzungen mit Rose- (Namen nach ausländischen oder eingeführten Pflanzen waren beliebt). Der deutsche Philologe Albert Heintze zählte Rosenberg zu den „schönklingenden Namen“, die in der jüdischen Namensgebung beherrschend scheinen, und vielleicht ein „Nachklang jenes poetischen Sinnes“ sind, wie „einst in den Dichtungen des Alten Testaments kundgegeben“.
Dem steht jedoch entgegen, dass Blumennamen und andere Phantasienamen der getauften Juden (zusammen mit den künstlichen Ortsnamenbildungen) gleicher Art sind mit denen, die auch in der Literatur des 18. und des beginnenden 19. Jahrhunderts ihre Verwendung fanden.

## Namensträger

### A
- Aaron Rosenberg (1912–1979), US-amerikanischer Filmregisseur und Produzent
- Adalbert von Rosenberg (1866–1934), deutscher Gutsbesitzer und Politiker, MdL Preußen
- Adolf Rosenberg (1850–1906);  deutscher Kunsthistoriker und Publizist
- Adolf Rosenberg (Produzent) (1901–1981); Filmproduzent (als Adolf Rosen, Adolphe Rosen)
- Adolf von Rosenberg-Gruszczynski (General, 1779) (1779–1844), deutscher Generalmajor
- Adolf von Rosenberg-Gruszczynski (General, 1808) (1808–1884), deutscher General der Infanterie
- Adolf von Rosenberg-Gruszczynski (General, 1845) (1845–1926), deutscher General der Infanterie
- Alan Rosenberg (* 1950), US-amerikanischer Schauspieler
- Albert Rosenberg (1856–1912), deutscher Arzt
- Albert von Rosenberg (1874–??), US-amerikanischer Veterinärmediziner
- Alex Rosenberg (1926–2007), US-amerikanischer Mathematiker
- Alexander Rosenberg (* 1965), deutscher Schauspieler, Synchronsprecher und Dialogbuchautor
- Alexander Rosenberg (Philosoph) (* 1946), US-amerikanischer Philosoph
- Alexander Anton Rosenberg (1839–1926), deutschbaltischer Veterinärmediziner
- Alexander L. Rosenberg (1946–2012), sowjetisch-US-amerikanischer Mathematiker
- Alexander N. Rosenberg (* 1970), deutsch-US-amerikanischer Journalist
- Alexander Nikolajewitsch Rosenberg (* 1967), Premierminister von Transnistrien
- Alfons Rosenberg (1902–1985), deutscher Schriftsteller und Symbolforscher
- Alfred von Rosenberg (Kammerherr) (1834–1906), deutscher Offizier und Hofbeamter
- Alfred Rosenberg (1893–1946), deutscher Ideologe und Politiker (NSDAP)
- Alfred von Rosenberg (Politiker) (1904–1986), deutscher Politiker (DP, CDU)
- Alfred von Rosenberg-Lipinsky (1824–1901), deutscher Richter und Politiker
- Alina Rosenberg (* 1992), deutsche Reiterin
- Allen Rosenberg (1931–2013), US-amerikanischer Rudertrainer
- Andreas Orsini-Rosenberg (* 1954), österreichischer Künstler
- Andrei Grigorjewitsch Rosenberg (1739–1813), russischer General der Infanterie und Gouverneur
- Andrew Rosenberg, Biologe und Wissenschaftsmanager
- Arnold von Rosenberg (1824–1883), deutscher Landrat
- Arthur Rosenberg (1889–1943), deutscher Historiker und Politiker (KPD, SPD)
- Artur Rosenberg (1887–1969), österreichischer Autor und Journalist
- August Burchard Raphael von Rosenberg-Gruszczynski (1770–1836), deutscher Landrat
- Aura Rosenberg (* 1949), US-amerikanische Malerin, Bildhauerin, Fotografin und Videokünstlerin

### B
- Barnett Rosenberg (1926–2009), US-amerikanischer Chemiker
- Barr Rosenberg (* 1942), amerikanischer Wissenschaftler, Ökonom und Unternehmer
- Bernhard Rosenberg (1864–1951), deutscher Arzt
- Boris Rosenberg (* 1962), sowjetischer Tischtennisspieler

### C
- Carl Rosenberg (1829–1885), dänischer Publizist
- Carola Rosenberg-Blume (1899–1987), deutsch-US-amerikanische Volksbildnerin
- Charles Rosenberg (* 1936), US-amerikanischer Wissenschaftshistoriker
- Charlie Phil Rosenberg (1902–1976), US-amerikanischer Boxer
- Charlotte Polak-Rosenberg (1889–1942), niederländische Feministin und Sozialaktivistin
- Clara Feinstein-Rosenberg (1915–2013), Schweizer Betriebswirtschafterin, Juristin und Frauenrechtlerin

### D
- Dave Rosenberg (1901–1979), US-amerikanischer Boxer
- David Rosenberg (Bankier) (1834–1900), deutscher Bankier, Unternehmer und Sozialreformer in Dortmund
- David Rosenberg (Kurator) (* 1965), französischer Kunstkurator und Autor
- David Rosenberg (Dichter) (* 1943), US-amerikanischer Dichter, Bibelübersetzer und Herausgeber
- David Alan Rosenberg (* 1948), US-amerikanischer Militärhistoriker
- Dawid Iochelewitsch Rosenberg (1879–1950), sowjetischer Ökonom

### E
- Edgar Rosenberg (Filmproduzent) (1925–1987), britischer Filmproduzent
- Edgar Rosenberg (Literaturwissenschaftler) (1925–2015), US-amerikanischer Literaturwissenschaftler
- Egon Rosenberg (1895–1976), deutscher Politiker (FDP)
- Emanuel Rosenberg (1872–1962), österreichischer Erfinder
- Emil Rosenberg (Philologe) (1849–1929), deutscher Philologe
- Emil Woldemar Rosenberg (1842–1925), deutsch-baltischer Anatom
- Erich Rosenberg (1873–1954), deutscher Arzt und Verbandsfunktionär
- Erika Rosenberg-Band (* 1951), deutsche Schriftstellerin, Dolmetscherin, Journalistin und Biografin
- Erna Rosenberg (1889–1980), deutsch-englische Bildhauerin
- Ernst von Rosenberg (1799–1864), deutscher Generalmajor
- Ernst Rosenberg (Richter) (1862–nach 1929), deutscher Jurist und Richter
- Ernst Rosenberg (Politiker) (1884–??), deutscher Justizbeamter und Politiker (SPD)
- Ethel Rosenberg (1915–1953), US-amerikanische angebliche Spionin, siehe Ethel und Julius Rosenberg
- Eugen Rosenberg (1877–1937), deutscher Jurist und Kunstsammler
- Eugene Rosenberg (Architekt) (1907–1990), slowakisch-britischer Architekt
- Eugene Rosenberg (Mikrobiologe) (* 1935), amerikanisch-israelischer Mikrobiologe

### F
- Fairy von Rosenberg, Geburtsname von Fairy von Lilienfeld (1917–2009), deutsch-baltische Theologin
- Felix Rosenberg (1941–2014), Schweizer Politiker (CVP), Manager und Kulturförderer
- Felix Orsini-Rosenberg (Diplomat), österreichischer Diplomat
- Felix Orsini-Rosenberg (Architekt) (1929–2020), österreichischer Architekt
- Fjodor Alexandrowitsch Rosenberg (1867–1934), russischer Orientalist
- Florian von Rosenberg (* 1980), deutscher Erziehungswissenschaftler und Hochschullehrer
- Frantz Rosenberg (1883–1956), norwegischer Sportschütze
- Franz Rosenberg (1911–1994), deutscher Architekt und Stadtplaner
- Frederic von Rosenberg (1874–1937), deutscher Diplomat und Politiker
- Friedrich Rosenberg (1758–1833), deutscher Maler und Radierer
- Fritz Rosenberg (Unternehmer) (1881–1943), deutscher Unternehmer
- Fritz Rosenberg (Bildhauer) (1883–nach 1930), deutscher Bildhauer

### G
- Gabriele Rosenberg (* ≈1967), deutsche Jazzmusikerin
- Gennadi Samuilowitsch Rosenberg (* 1949), russischer Ökologe
- Georg Rosenberg, Politiker, Bürgermeister von Danzig
- George Rosenberg Roberts (* 1943), US-amerikanischer Unternehmer, siehe George Roberts (Unternehmer)
- Godel Rosenberg (* 1946), deutscher Journalist und Pressesprecher
- Göran Rosenberg (* 1948), schwedischer Journalist
- Grete Rosenberg (1896–1979), deutsche Schwimmerin
- Gustav Rosenberg (Historiker) (1892–1981), russischer Historiker
- Gustav Adolf Theodor Rosenberg, Gustav Adolf Rosenberg (1872–1940), dänischer Restaurator, Archäologe und Prähistoriker
- Gustav Otto Rosenberg (1872–1948), deutscher Botaniker
- Gustav Wilhelm Rosenberg (1809–1873), russischer Künstler und Porträtzeichner

### H
- Hans von Rosenberg (1874–1937), deutscher Diplomat und Politiker, siehe Frederic von Rosenberg
- Hans Rosenberg (Physiker) (1879–1940), deutscher Physiker
- Hans Rosenberg (Historiker) (1904–1988), deutscher Historiker
- Hans Rosenberg (Politiker) (1906–1997), deutscher Abteilungsleiter im Zentralsekretariat der SED
- Hans Karl Rosenberg (1891–1942), deutscher Pädagoge und Hochschullehrer
- Harold Rosenberg (1906–1978), US-amerikanischer Kunst- und Kulturkritiker
- Harold William Rosenberg (* 1941), US-amerikanischer Mathematiker
- Harry von Rosenberg (1904–nach 1971), deutscher Chemieingenieur und Wirtschaftsmanager
- Harry Rosenberg (1925–2000), deutscher Seemann, Raritätenhändler und Numismatiker
- Hartmut Rosenberg (1932–2021), deutscher Ingenieur und Hochschullehrer
- Heinrich I. von Rosenberg († 1310), böhmischer Hofbeamter
- Heinrich II. von Rosenberg (um 1320–1346), böhmischer Adliger
- Heinrich III. von Rosenberg (1361–1412), böhmischer Burggraf
- Heinrich IV. von Rosenberg (1427–1457), böhmischer Adliger und Landeshauptmann
- Heinrich V. von Rosenberg (1456–1489), böhmischer Adliger
- Heinrich VI. von Rosenberg († 1494), böhmischer Adliger
- Heinrich VII. von Rosenberg (1496–1526), böhmischer Adliger
- Heinrich von Rosenberg (General) (1833–1900), deutscher General der Kavallerie und Rennreiter
- Heinrich Rosenberg (Kaufmann) (1871–1941), österreichischer Kaufmann
- Heinrich Rosenberg, Geburtsname von Henry Rox (1899–1967), deutsch-amerikanischer Künstler
- Heinrich Wilhelm von Rosenberg (Henryk Wilhelm Rosenberg; 1711–1794), polnisch-deutscher Jurist und Bibliophiler
- Heinz Rosenberg (1921–1997), deutscher Kaufmann
- Helmut Rosenberg (1936–1985), deutscher Raritätenhändler und Verleger
- Herbert Rosenberg (1904–1984), deutsch-dänischer Musikwissenschaftler
- Hermann von Rosenberg (1817–1888), deutscher Naturforscher
- Hermann Rosenberg (Sänger) (1849–1911), deutscher Opernsänger (Tenor) und Gesangspädagoge
- Hermann Rosenberg (Numismatiker) (1896–1970), Schweizer Numismatiker und Münzhändler
- Hermann Siegfried Rosenberg (1831–1901), deutscher Münzhändler
- Hilde Rosenberg (1928–2019), deutsches Stadtoriginal
- Hilding Rosenberg (1892–1985), schwedischer Dirigent und Komponist
- Holger Rosenberg (1955–2001), deutscher Autor und Sammler
- Horst von Rosenberg-Gruszczynski (1855–1923), deutscher Generalleutnant
- Howard Rosenberg (* 1942), US-amerikanischer Filmkritiker und Journalist
- Hugo von Rosenberg (1875–1944), deutscher Vizeadmiral
- Hugo Rosenberg (Geograph) (1895–1982), deutscher Geograph

### I
- Ingrid von Rosenberg (* 1938), deutsche Anglistin und Hochschullehrerin
- Irene Rosenberg (1890–1986), deutsche Chemikerin
- Irma Rosenberg (1909–2000), deutsche Schauspielerin und politische Aktivistin
- Isaac Rosenberg (1890–1918), britischer Maler und Dichter
- Israel Rosenberg (um 1855–1903/1904), Schauspieler und Theaterleiter

### J
- Jacob Rosenberg (1806–1868), deutscher Rabbiner
- Jakob Rosenberg (Esperantist) (1881–1937), estnischer Esperantist
- Jakob Rosenberg (Kunsthistoriker) (1893–1980), deutsch-amerikanischer Kunsthistoriker
- Jay Rosenberg (1942–2008), US-amerikanischer Philosoph
- Jekaterina Michailowna Rosenberg (* 1980), russische Mittelstreckenläuferin
- Jimmy Rosenberg (* 1980), niederländischer Jazzgitarrist
- Joe Rosenberg (* 1955), US-amerikanischer Jazzsaxophonist und Komponist
- Joel Rosenberg (1954–2011), kanadischer Schriftsteller
- Johnny Rosenberg (* 1977), niederländischer Jazzmusiker
- Johann I. von Rosenberg († 1389), böhmischer Adliger
- Johann II. von Rosenberg (der Friedfertige; 1434–1472), böhmischer Adliger, Landeshauptmann von Schlesien
- Johann III. von Rosenberg (auch Johann von Strakonitz; 1484–1532), böhmischer Adliger, Großprior der Johanniter
- Johann Rosenberg (Pädagoge) (1633/1634–1713), deutscher Pädagoge
- Johann Albert von Rosenberg-Lipinsky (1797–1881), deutscher Agrarwissenschaftler
- Johann Andreas von Rosenberg (1600–1667), österreichischer Adliger
- Johann Carl Wilhelm Rosenberg (1737/1739–1797/1809), deutscher Maler und Zeichner
- Johann Georg Rosenberg (1739–1808), deutscher Maler, Radierer und Kupferstecher
- Johann Gottfried Rosenberg (1709–1779), deutsch-dänischer Architekt
- Johann Siegmund von Rosenberg (1708–1777), deutscher Generalmajor
- Johannes Küster von Rosenberg (um 1614–1685), deutscher Arzt
- John Rosenberg (* 1947/1948), US-amerikanischer American-Football-Trainer
- Jol Rosenberg, deutsche nichtbinäre Person
- Jonathan Rosenberg (Mathematiker) (* 1951), US-amerikanischer Mathematiker
- Jonathan Rosenberg (Comicautor) (* 1973), US-amerikanischer Comicautor
- Jörn Rosenberg, (* 1957), deutscher Diplomat
- Josef Rosenberg (Joseph Rosenberg; 1861–1940), österreichischer Kapellmeister und Komponist
- Joseph Rosenberg (1881–1971), US-amerikanischer Bankmanager und Philanthrop
- Josefin Rosenberg, schwedische Sängerin
- Jost II. von Rosenberg (1430–1467), böhmischer Adliger, Fürstbischof von Breslau
- Julius Rosenberg (Kaufmann) (1851–1918), deutscher Kaufmann
- Julius Rosenberg (Maler) (1877–nach 1937), deutscher Maler und Kunstsammler
- Julius Rosenberg (1918–1953), US-amerikanischer Spion, siehe Ethel und Julius Rosenberg
- Justus Rosenberg (1921–2021), US-amerikanischer Linguist und Literaturwissenschaftler
- Justus von Rosenberg-Gruszczynski (1837–1900), deutscher Verwaltungsjurist

### K
- Käthe Rosenberg (1883–1960), deutsche literarische Übersetzerin
- Karl von Rosenberg (General, 1798) (1798–1880), deutscher Generalleutnant
- Karl von Rosenberg (General, 1828) (1828–1891), deutscher Generalleutnant
- Karl Rosenberg (Physiker) (Karl Emil Rosenberg; 1861–1936), österreichischer Lehrer, Physiker und Didaktiker
- Karl von Rosenberg (Kaufmann) (1891–1942), österreichisch-deutscher Kaufmann
- Ken Rosenberg, US-amerikanischer Politiker
- Kerstin Rosenberg (* 1967), deutsche Autorin
- Kurt Hermann Rosenberg (1884–1975), deutscher Maler, Metallbildhauer und Emailkünstler

### L
- Latica Honda-Rosenberg (* 1971), deutsche Violinistin
- Laura Rosenberg (1869–1945), österreichisch-ungarische Opernsängerin (Sopran/Alt) und Gesangspädagogin, siehe Laura Hilgermann
- Leibl Rosenberg (* 1948), deutscher Publizist und Schriftsteller
- Leo Rosenberg (1879–1963), deutscher Jurist
- Léonce Rosenberg (1879–1947), französischer Kunsthändler und Verleger
- Lothar Rosenberg (1895–1979), deutscher Jurist und Ministerialbeamter
- Ludwig Rosenberg (1903–1977), deutscher Gewerkschafter
- Lutz von Rosenberg Lipinsky (* 1965), deutscher Kabarettist

### M
- Manfred Rosenberg (1929–2020), deutscher Dirigent
- Marc Rosenberg (Kunsthistoriker) (1852–1930), deutscher Kunsthistoriker, Philologe und Sammler
- Marc Rosenberg (Drehbuchautor, 1950) (* 1950), US-amerikanischer Drehbuchautor und Filmproduzent
- Marc Rosenberg (Schauspieler) (* 1967), deutscher Schauspieler, Synchronsprecher und Drehbuchautor
- Margarete Rosenberg (1910–1985), deutsches NS-Opfer
- Marianne Rosenberg (* 1955), deutsche Schlagersängerin
- Marie Rosenberg (1907–1982), österreichisch-britische Biologin
- Mark Rosenberg (Produzent, 1948) (1948–1992), US-amerikanischer Filmproduzent
- Mark Rosenberg (Politikwissenschaftler) (Mark B. Rosenberg; * 1949), US-amerikanischer Politikwissenschaftler
- Mark Rosenberg (Geograph) (Mark Warren Rosenberg, * 1953), kanadischer Geograph
- Markus Rosenberg (* 1982), schwedischer Fußballspieler
- Markus Orsini-Rosenberg (* 1961), österreichischer Maler
- Marshall B. Rosenberg (1934–2015), US-amerikanischer Psychologe
- Märta Rosenberg (* 2002), schwedische Skilangläuferin
- Martin Rosenberg (1908–1976), Schweizer Politiker (CVP)
- Martina Rosenberg (Autorin) (* 1963), deutsche Journalistin und Autorin
- Martina Rosenberg (Juristin) (* 1970), deutsche Juristin und Bundesbeamtin
- Mary S. Rosenberg (1900–1992), US-amerikanische Verlegerin und Publizistin
- Mathias Rosenberg († 1521), Bürgermeister von Görlitz
- Max J. Rosenberg (1914–2004), US-amerikanischer Filmproduzent, Drehbuchautor und Liedtexter
- Maximilian von Rosenberg (1849–1913), deutscher Schriftsteller
- Maximilian Rosenberg (1885–1969), deutscher Arzt, Schriftsteller und Kritiker
- Melissa Rosenberg (* 1962), US-amerikanische Drehbuchautorin
- Michael Rosenberg (Schauspieler, 1900) (1900–1972), US-amerikanischer Schauspieler
- Michael Rosenberg (Produzent, I), US-amerikanischer Filmproduzent
- Michael Rosenberg (Bridgespieler) (* 1954), US-amerikanischer Bridgespieler
- Michael Rosenberg (Schauspieler, 1957) (* 1957), dänischer Schauspieler
- Michael Rosenberg (Produzent, II), Filmproduzent
- Michael David Rosenberg, eigentlicher Name von Passenger (Sänger) (* 1984), britischer Singer-Songwriter
- Mozes Rosenberg (* 1983), niederländischer Jazzmusiker

### N
- Nancy Taylor Rosenberg (1946–2017), US-amerikanische Schriftstellerin
- Nathan Rosenberg (1927–2015), US-amerikanischer Ökonom
- Nomy Rosenberg (* 1984), niederländischer Jazzmusiker

### O
- Oskar Rosenberg (Mediziner) (1884–1963), deutscher Kinderarzt
- Oskar von Rosenberg-Lipinsky (1823–1883), deutscher Verwaltungsbeamter und Politiker
- Oskar Adolf von Rosenberg (1878–1939), österreichisch-ungarischer Bankier und Unternehmer
- Otto Rosenberg (1927–2001), deutscher Verbandsfunktionär der Sinti und Roma
- Otto Rosenberg (Wirtschaftswissenschaftler) (1938–2020), deutscher Wirtschaftswissenschaftler und Hochschullehrer
- Otton Rosenberg (auch Otto Rosenberg; 1888–1919), russischer Orientalist

### P
- Pamela Rosenberg (* 1945), US-amerikanische Kulturmanagerin und Intendantin
- Paul Rosenberg (Kunsthändler)  (1881–1959), französischer Kunsthändler
- Paul Rosenberg (Musikmanager) (* 1971), US-amerikanischer Musikmanager
- Peter I. von Rosenberg (der Kühne; 1291–1347), böhmischer Adliger und Kämmerer
- Peter II. von Rosenberg (1326–1384), böhmischer Adliger und Domherr
- Peter III. von Rosenberg (1381–1406), böhmischer Adliger
- Peter IV. von Rosenberg (1462–1523), böhmischer Landeshauptmann
- Peter V. von Rosenberg (der Lahme; 1489–1545), böhmischer Adliger
- Peter Rosenberg (Pfarrer) (1871–1919), lettischer Pfarrer
- Peter Rosenberg (Musiker) (* 1950), deutscher Violinist und Violinpädagoge
- Peter Rosenberg (Sprachwissenschaftler) (* 1953), deutscher Sprachwissenschaftler und Hochschullehrer
- Peter Wok von Rosenberg (1539–1611), böhmischer Adliger
- Petra Rosenberg (* 1952), deutsche Sozialpädagogin und Funktionärin der Sinti und Roma
- Philip Rosenberg (* 1935), US-amerikanischer Artdirector und Szenenbildner
- Philipp von Rosenberg (um 1460–1513), Fürstbischof von Speyer
- Pierre Rosenberg (* 1936), französischer Kunsthistoriker

### R
- Rainer Rosenberg (Germanist) (1936–2021), deutscher Germanist
- Rainer Rosenberg (* 1953), österreichischer Journalist
- Raphael Rosenberg (* 1962), österreichischer Kunsthistoriker und Hochschullehrer
- Richard Rosenberg (1894–1987), deutscher Komponist, Musiker, Musiktheoretiker und Jurist
- Robert Rosenberg (Autor) (1951–2006), israelischer Autor und Journalist
- Robert Rosenberg (Pornodarsteller) (* 1975), tschechischer Pornodarsteller
- Rodrigo Rosenberg Marzano (1960–2009), guatemaltekischer Politiker
- Rolf Rosenberg (1921–2005), schwedischer Maler, Zeichner und Kunsthandwerker
- Rudolf Rosenberg (1877–1969), deutscher Likörfabrikant

### S
- Sally Rosenberg (1870–1945), deutscher Münzhändler und Auktionator
- Samuel Rosenberg (1842–1919), Rabbiner in der Stadt Hunsdorf in der Hohen Tatra in der Slowakei
- Sara Rosenberg (* 1954), argentinische Schriftstellerin, Malerin und Dramaturgin
- Scott Rosenberg (* 1963), US-amerikanischer Filmproduzent und Drehbuchautor
- Scott Mitchell Rosenberg (* 1963), US-amerikanischer Comicverleger, Rechteverwerter und Filmproduzent
- Sid Rosenberg (* 1967), US-amerikanischer Hörfunkmoderator
- Siegfried Rosenberg (Schauspieler) (später Siegfried Radó; 1860–1905), österreichisch-ungarischer Schauspieler und Schauspiellehrer
- Siegfried Rosenberg (Numismatiker) (1867–1932), deutscher Münzhändler und Auktionator
- Solomon Leopold Millard Rosenberg (1869–1934), US-amerikanischer Romanist und Hispanist
- Sophie zu Löwenstein-Wertheim-Rosenberg (1809–1838), deutsche Prinzessin und Fürstin des Fürstentums Reuß älterer Linie
- Stan Rosenberg (* 1949), US-amerikanischer Politiker
- Steve Rosenberg (* 1968), britischer Journalist
- Steven A. Rosenberg (* 1940), US-amerikanischer Chirurg und Krebsforscher
- Stochelo Rosenberg (* 1968), niederländischer Jazzgitarrist
- Stuart Rosenberg (1927–2007), US-amerikanischer Regisseur

### T
- Tamás Rosenberg (* 1947), deutscher Schlagzeuger und Komponist
- Therese Rosenberg (1757–nach 1813), österreichische Schauspielerin
- Thomas Rosenberg (1908–1974), dänischer Journalist
- Tiit Rosenberg (* 1946), estnischer Historiker
- Tom Rosenberg, US-amerikanischer Filmproduzent
- Toni Rosenberg (* 1988), deutscher Billardspieler
- Tornado Rosenberg (* 1948), Gitarrist

### U
- Ulrich I. von Rosenberg († 1390), Regent des böhmischen Hauses Rosenberg
- Ulrich II. von Rosenberg (1403–1462), Landeshauptmann und Statthalter von Böhmen
- Ulrich III. von Rosenberg (1471–1513), böhmischer Adliger
- Uwe Rosenberg (* 1970), deutscher Spieleautor

### W
- Walter Rosenberg (1882–1945), deutscher Bildhauer und Künstler
- Wera Michailowna Rosenberg (1894–1965), russisch-sowjetische Mathematikerin und Physikerin
- Werner Rosenberg (Jurist) (1859–1930), deutscher Jurist
- Werner Rosenberg (Offizier) (1911–1990/1991), deutscher Offizier
- Werner Rosenberg (Politiker) (1914–nach 1974), deutscher Politiker (SPD)
- Wilf Rosenberg (* 1934), südafrikanischer Rugby-Union-Spieler
- Wilhelm von Rosenberg (1535–1592), böhmischer Adliger und Hofbeamter
- Wilhelm Rosenberg (Schriftsteller) (Wilhelm Ludwig Rosenberg, später William Ludwig Rosenberg; 1850–um 1930), deutsch-US-amerikanischer Dichter, Dramatiker, Journalist und Aktivist
- Wilhelm Rosenberg (Ökonom) (1869–1923), österreichischer Ökonom und Jurist
- William Rosenberg (1920–2014), dänischer Schauspieler
- Wolf Rosenberg (1915–1996), deutscher Musikkritiker
- Wolfgang Rosenberg (Ökonom) (1915–2007), neuseeländischer Ökonom
- Wolfgang Rosenberg (Eishockeyspieler) (1951–2022), deutscher Eishockeyspieler